# Haloschizopera junodi
Haloschizopera junodi är en kräftdjursart som först beskrevs av Albert Monard 1935.  Haloschizopera junodi ingår i släktet Haloschizopera och familjen Diosaccidae. Inga underarter finns listade i Catalogue of Life.